# Braun Strowman
Adam Joseph Scherr (* 6. září 1983 Sherrills Ford, Severní Karolína) je americký profesionální zápasník a bývalý strongman. Je známý především díky svému působení ve WWE v letech 2013 až 2025, kde vystupoval pod ringovým jménem Braun Strowman.
Je vítězem zápasu Money in the Bank v roce 2018, vítězem Greatest Royal Rumble 2018 a bývalým Raw Tag Team šampionem. Od roku 2017 patří k vrcholovým hvězdám společnosti a zakončoval velký počet show, včetně prestižních show SummerSlam a Survivor Series. Drží rekordy v počtu eliminovaných soupeřů v jednom Elimination Chamber zápase s pěti, v počtu eliminovaných soupeřů v jednom zápase Royal Rumble s 13 a v počtu eliminovaných soupeřů v jednom Survivor Series zápase se čtyřmi. V hlavním rosteru debutoval jako člen týmu The Wyatt Family vedeným Brayem Wyattem, kde plnil funkci nezastavitelného monstra a tento charakter mu zůstal i po rozpadu tohoto týmu.

## Mládí
Scherr se narodil 6. září 1983 v Sherrills Ford v Severní Karolíně. Jeho otec, Rick "Crusher" Scherr, je považován za jednoho z nejlepších slowpitch softbalových hráčů všech dob, je členem síně slávy USSSA a stále drží několik rekordů. Navštěvoval Bandys High School, kde hrál americký fotbal, dělal atletiku a zápasil. Po absolvování školy hrál poloprofesionálně fotbal za tým Hickory Hornets a přivydělával si jako vrátník a mechanik. V roce 2007 byl skautován týmy NFL, ale žádný tým neprojevil větší zájem. Poté se začal soutěžně věnovat disciplíně strongman.

## Profesionální wrestlingová kariéra

### WWE

#### Začátky (2013-2015)
Scherr podepsal smlouvu se společností WWE na začátku roku 2013. Jakožto wrestlingový nováček byl poslán do vývojového střediska WWE Performance Center v Orlandu na Floridě. Jako první ringové jméno si zvolil jméno Braun Stowman (křestní jméno inspirováno hráčem Milwaukee Brewers Ryanem Braunem). Na televizních obrazovkách se objevil poprvé v roce 2014 jako jeden z "Rosebuds" - doprovod Adama Rose. První zápas odzápasil 19. prosince 2014 v show NXT, když porazil Chada Gableho. 2. června 2015 debutoval na vedlejší show hlavního rosteru Main Event a v neodvysílaném zápase porazil neznámého místního wrestlera.

#### The Wyatt Family (2015-2016)

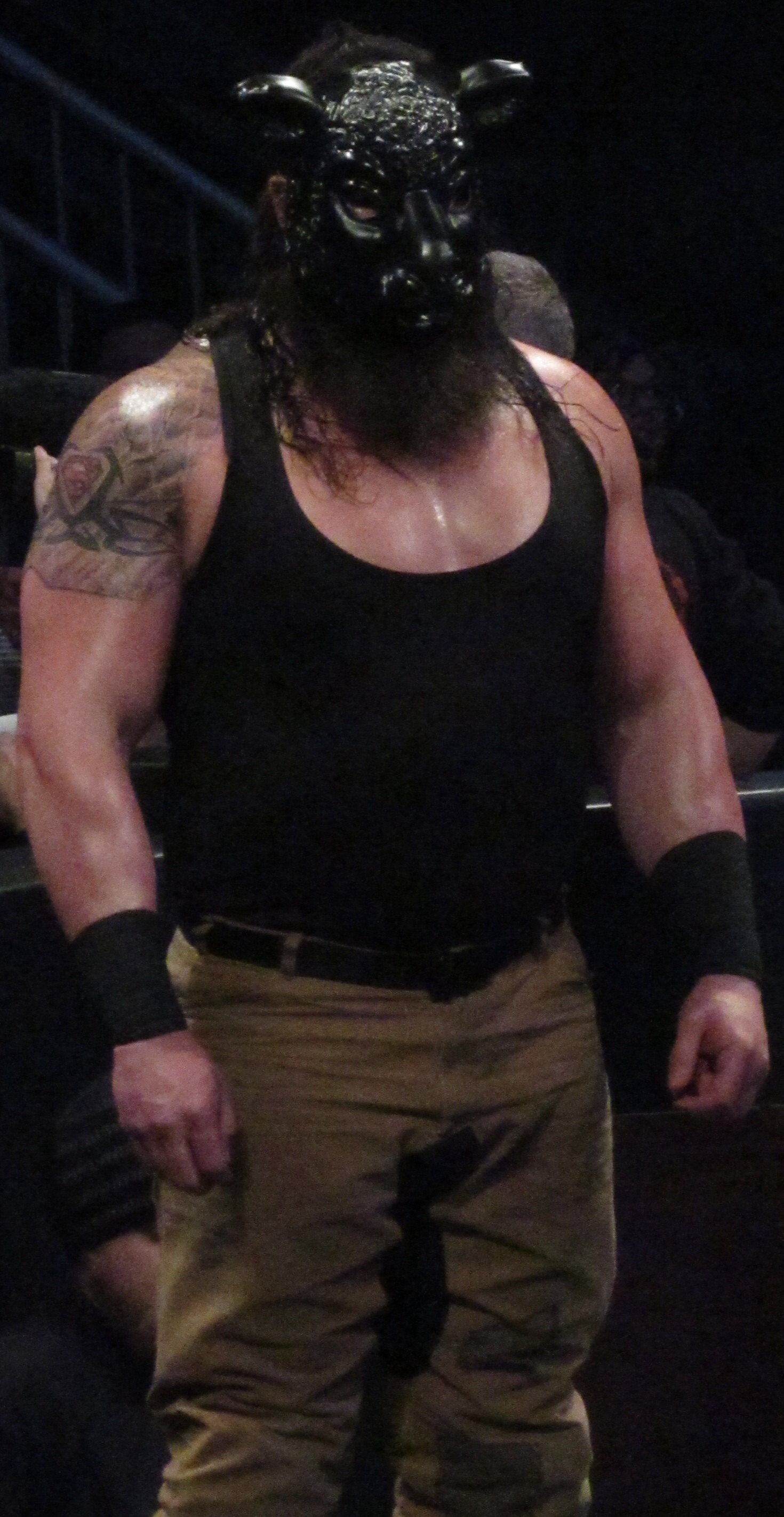
Strowman jako součást týmu The Wyatt Family v lednu 2016

Scherr debutoval v hlavním rosteru 24. srpna během epizody show Raw pod upraveným jménem Braun Strowman, když napadl Deana Ambrose a Romana Reignse a připojil se tak do týmu The Wyatt Family vedle Braye Wyatta a Luke Harpera . První televizní zápas měl 31. srpna v Raw a porazil Ambroseho přes diskvalifikací. Strowman zápasil na své první placené akci (PPV) 20. září na PPV Night of Champions, kde The Wyatt Family porazili Ambroseho, Reignse a Chrise Jericha. 13. prosince na PPV TLC: Tables, Ladders & Chairs The Wyatt Family porazili tým ECW Originals (Bubba Ray Dudley, D-Von Dudley, Rhyno a Tommy Dreamer) v eliminačním stolním zápase.
24. ledna 2016 se zúčastnil Royal Rumble zápasu o WWE World Heavyweight Championship a eliminoval pět soupeřů, nejvíce ze všech účastníků. Eliminoval jej Brock Lesnar, kterého potom společné se zbytkem The Wyatt Family eliminoval, když už byl ze zápasu vyloučen. 21. února na PPV Fastlane The Wyatt Family prohráli s týmem ve složení Big Show, Kane a Ryback, vyhráli ale následující den v show Raw. Strowman se objevil 3. dubna na hlavní PPV roku WrestleMania 32 během konfrontace The Wyatt Family a The Rocka s Johnem Cenou. V červenci zahájili feud s WWE Tag Team šampióny, týmem The New Day (Kofi Kingston, Big E a Xavier Woods), který zakončili výhrou v netitulovém zápase na PPV Battleground 24. července.

#### Neporazitelná série (2016-2017)

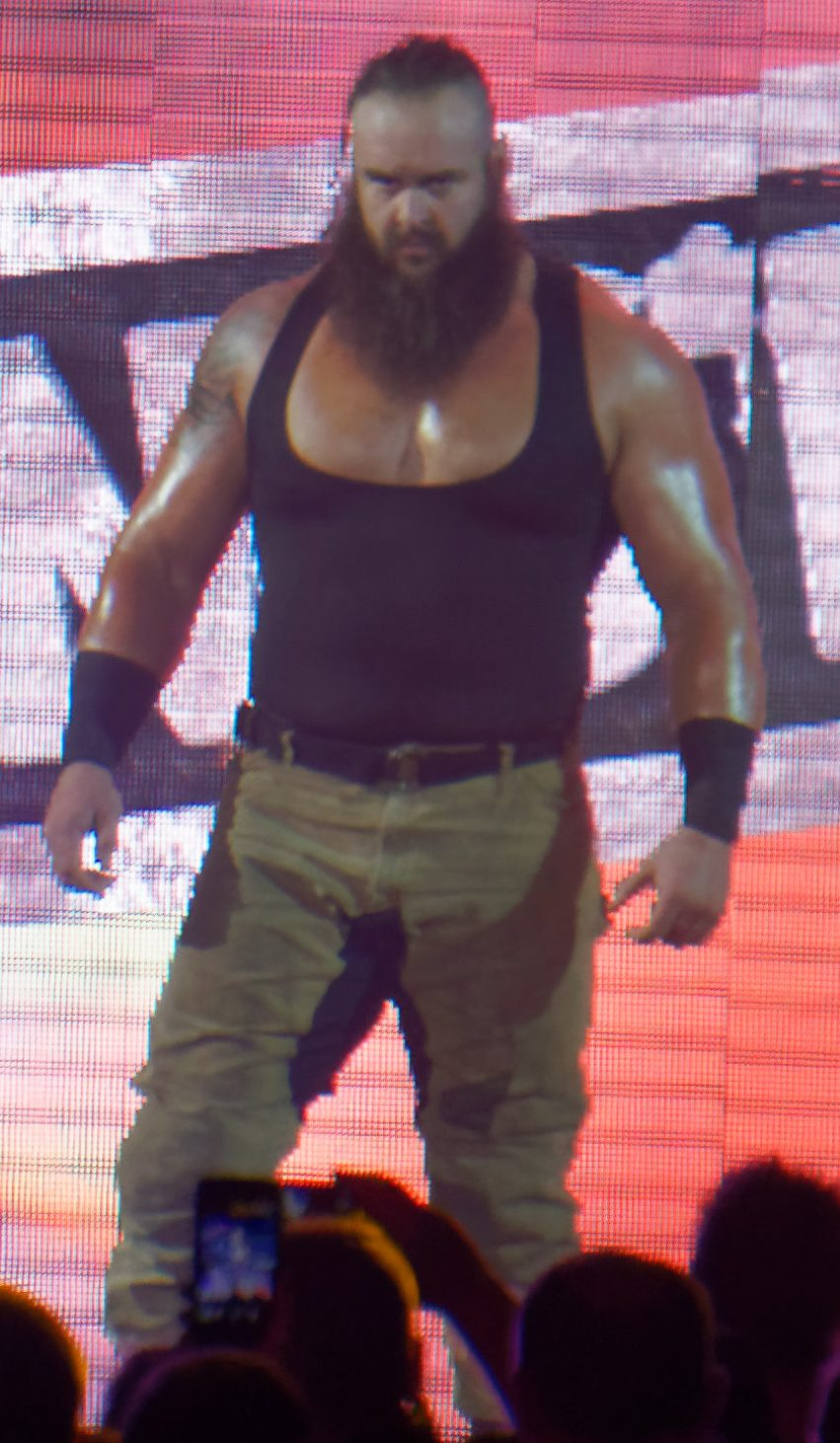
Strowman v září 2016

Jako součást draftu v roce 2016 byl Strowman ponechán v show Raw, zatímco členové The Wyatt Family Bray Wyatt a Erick Rowan byli posláni do show SmackDown. Strowman se tak oddělil týmu a začal svou single kariéru. Několik následujících týdnů v Raw velmi rychle porážel lokální wrestlery včetně Jamese Ellswortha. 5. září Strowmana vyzval k zápasu Sin Cara, kterého poté několikrát porazil. 17. října porazil tři lokální wrestlery naráz, kvůli čemuž ho konfrontoval Sami Zayn. Další týden proti sobě měli mít zápas, který ovšem nezačal, z důvodu, že se oba wrestleři pustili do souboje ještě před začátkem zápasu. 31. října vyhrál eliminační battle royal když jako posledního vyřadil Zayna a získal tak místo v týmu Raw v zápase Raw versus Smackdown na PPV Survivor Series. Na akci 20. listopadu Strowman eliminoval Deana Ambrose, zároveň byl ale prvním wrestlerem, který byl vyřazen z týmu Raw po zásahu Ellswortha. Tým Raw zápas prohrál. 13. prosince během show Raw generální manažer Mick Foley oznámil zápas Strowmana a Zayna na PPV Roadblock: End of the Line s pravidlem, že aby Strowman vyhrál, tak musí Zayna porazit během deseti minut, což se nestalo. Následující večer v Raw požadoval další zápas proti Zaynovi, který ale Foley neschválil. Z frustrace tak napadl Sin Caru a Tituse O'Neila během jejich zápasu a později napadl Setha Rollinse a Romana Reignse během jejich zápasu proti Chrisu Jerichovi a Kevinu Owensovi. 2. ledna 2017 porazil v Raw Zayna v zápase Last Man Standing.
27. ledna na PPV Royal Rumble zasáhl do zápasu Owense a Reignse o Universal Championship a pomohl Owensovi titul obhájit. Později vstoupil do Royal Rumble zápasu a eliminoval sedm wrestlerů. 30. ledna měl první zápas o světový titul, když vyzval Owense. Zápas po zásahu Reignse vyhrál, ale přes diskvalifikaci, tudíž titul nezískal. Následující týdny opět rychle porážel lokální wrestlery, za což mu byla udělena možnost zápasit s Reignsem na PPV Fastlane. Ještě před PPV napadl Reignse během zápasu se Samoa Joem a způsobil tak jeho prohru. Na samotné PPV 5. března Strowman s Reignsem prohrál a utrpěl tak svou první prohru přes odpočítání.

#### Boje o Universal Championship (2017-současnost)
V epizodě Raw 10. dubna začal Strowman feud s Romanem Reignsem a několikrát jej ten den napadl. Navzdory tomu, že ztvárňoval heel (záporný) charakter, dostávalo se mu pozitivních reakcí, především díky nespokojenosti fanoušků s face (kladným) Reignsem. Utkali se na PPV Payback, v zápase, který Strowman vyhrál. V Raw 8. května bylo oznámeno, že Strowman utrpěl zranění lokte a bude mimo ring šest měsíců. Vrátil se však už po měsíci 19. června, když opět napadl Reignse. To vedlo k sanitkovému zápasu na PPV Great Balls of Fire, který znova vyhrál. Na další PPV SummerSlam zápasil o Universal Championship v zápase čtyř wrestlerů, kterého se účastnili ještě Reigns, Samoa Joe a šampión Brock Lesnar. Zápas vyhrál Lesnar a obhájil tak titul. Následující měsíc na PPV No Mercy čelil Lesnarovi o titul znova a prohrál.
Na podzim roku 2017 se připojil do feudu The Mize s obnoveným týmem The Shield, který vyvrcholil TLC zápasem pět na tři na PPV TLC: Tables, Ladders & Chairs. Během zápasu Strowmana zradili členové jeho týmu a vyřadili jej ze zápasu. Začal tak ztvárňovat kladný charakter. Příští týden v Raw zaútočil na The Mize a tým The Miztourage (Curtis Axel a Bo Dallas). Generální manažer Raw Kurt Angle také potvrdil Strowmana jako prvního člena týmu Raw v elimančním zápase proti týmu Smackdown na PPV Survivor Series. Tým Raw zápas vyhrál, když jako jediní neeliminovaní wrestleři zůstali Strowman a Triple H, kterého po zápase napadl. Následující noc v Raw zápasil proti Jasonu Jordanovi. Zápas vyhrál přes diskvalifikaci, když jej během něj napadl Kane. 11. prosince se s Kanem utkal v zápase, jehož vítěz získá právo vyzvat Brocka Lesnara o Universal Championship na PPV Royal Rumble. Zápas skončil odpočítáním obou zápasníků mimo ring a Lesnara vyzvali oba, avšak ani jeden nedokázal titul získat. Další den v Raw porazil Kanea v zápase typu Last Man Standing a zajistil si tak místo v zápase Elimination Chamber na stejnojmenné PPV. Strowman eliminoval The Mize, Eliase, Johna Cenu, Finna Bálora a Setha Rollinse, čímž překonal rekord nejvíce eliminací v jednom Elimination Chamber zápase, avšak zápas prohrál, když jej vyřadil Roman Reigns.

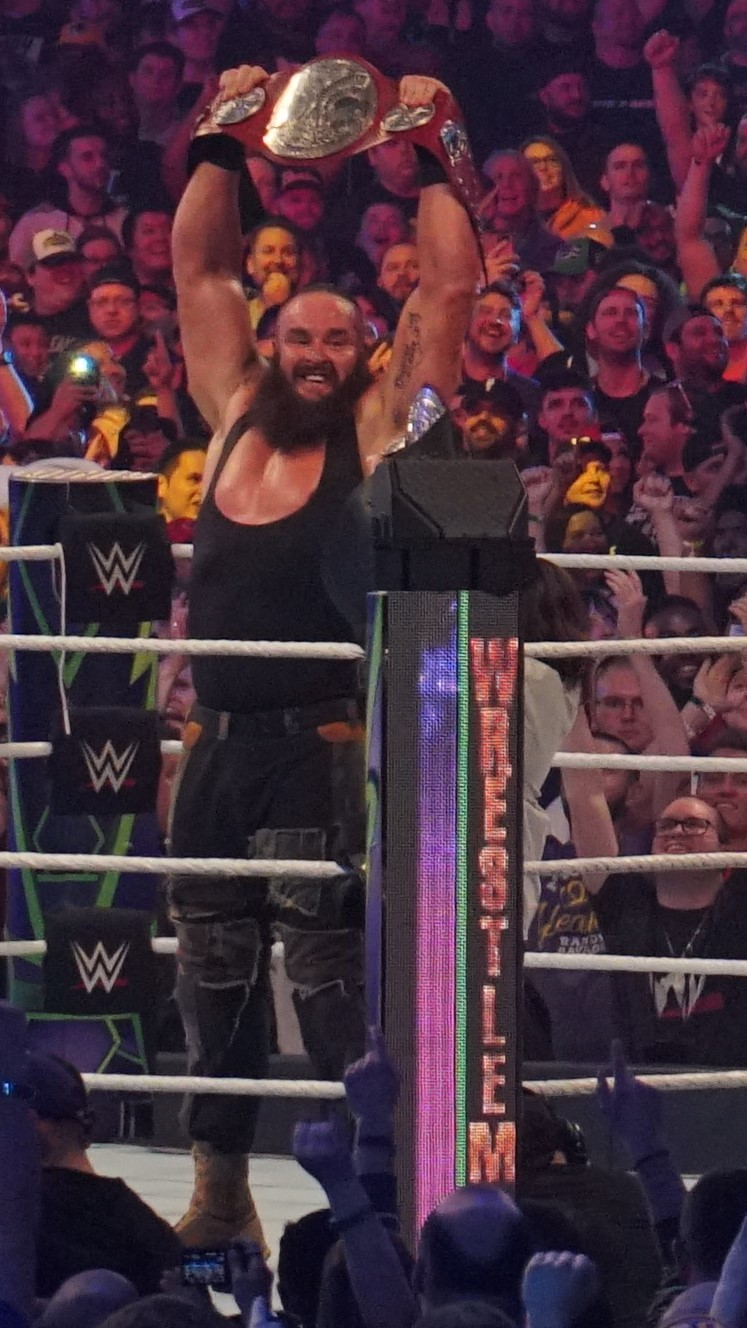
Strowman po výhře Raw Tag Team Championship na WrestleManii 34

Na začátku roku 2018 začal feud s týmem Cesara a Sheamuse a snažil se získat jejich Raw Tag Team Championship. Bez partnera vyhrál týmový zápas o možnost vyzvat šampióny o titul. Generální manažer Raw Kurt Angle mu udělil zápas o tituly na PPV WrestleMania 34, pod podmínkou, že si do té doby najde partnera, se kterým Cesara a Sheamuse vyzve. Na PPV 8. dubna stále neměl partnera, proto si za svého partnera vybral z řad diváků desetiletého fanouška Nicholase (ve skutečnosti se jednalo o syna jednoho z rozhodčích). Strowman pak celý zápas odzápasil sám, vyhrál, a s Nicholasem se tak stali týmovými šampióny. Následující den se v show Raw vzdali titulů. 27. dubna na PPV Greatest Royal Rumble v Jeddahu vyhrál speciální Royal Rumble zápas (na rozdíl od klasického Royal Rumble zápasu nebyl o možnost vyzvat šampióna), když eliminoval 13 zápasníků, čímž překonal rekord Romana Reignse (12).
V dubnu začal feud s Kevinem Owensem. Na PPV Backlash v týmovém zápase společně s Bobbym Lashleym porazili tým Owense a Samiho Zayna. V červnu vyhrál zápas Money in the Bank a získal tak právo kdykoliv vyzvat libovolného šampióna. Na PPV Extreme Rules prohrál s Owensem v zápase typu Steel cage. Hned na další PPV SummerSlam Owense porazil během dvou minut. Později během SummerSlamu před hlavním zápasem večera mezi Brockem Lesnarem a Romanem Reignsem o Universal Championship oznámil, že promění svůj kontrakt na titulový zápas ještě ten večer a že vyzve vítěze tohoto zápasu. To ovšem nebyl schopen udělat, jelikož ho stojícího mimo ring napadl během zápasu s Reignsem šampión Lesnar. Nesoustředěnosti Lesnara využil Reigns a dokázal zápas vyhrát a získat titul.
Proměnit kontrakt v titulový zápas se znova pokusil další den v show Raw, byl však zastaven týmem The Shield, který jej napadl dříve, než stihl zápas začít. Aby mohl konkurovat tříčlennému Shieldu, spojil se s Dolphem Zigglerem a Drewem McIntyrem a opět začal ztvárňovat záporný charakter. Před PPV Hell in a Cell oznámil, že hodlá proměnit svůj titulový kontrakt v titulový zápas s Reignsem na této PPV. Zápas v kleci skončil remízou, když oba zápasníky napadl Brock Lesnar. Strowman tak zároveň přišel o titulový kontrakt Money in the Bank. 15. října v show Raw Strowman, Ziggler a McIntyre prohráli týmový zápas se Shieldem poté, co McIntyre omylem kopl Strowmana. Po zápase napadl Zigglera, než ho samotného napadl McIntyre, se kterým začal krátký feud, opět ztvárňující kladný charakter.
V průběhu listopadu začal Strowman feud s generálním manažerem Raw Baronem Corbinem. Na saúdské PPV WWE Crown Jewel prohrál po zásahu Corbina zápas o Universal Championship s Lesnarem. Po výhře v zápase Raw versus Smackdown na PPV Survivor Series jej Corbin opět napadl, společně s McIntyrem a Bobbym Lashleym. Na PPV TLC Corbina porazil v zápase typu Tables, Ladders and Chairs a získal tak další možnost vyzvat Lesnara o titul na PPV Royal Rumble. Zároveň donutil Corbina vzdát se funkce generálního manažera Raw. Zápas s Lesnarem se ovšem neuskutečnil, jelikož kvůli menšímu zranění neprošel zdravotní prohlídkou. I tak ale vstoupil do Royal Rumble zápasu, ve kterém byl eliminován vítězem Sethem Rollinsem až jako poslední.

## Úspěchy a ocenění

### Pro Wrestling Illustrated
- umístil Strowmana na 6. místo v žebříčku PWI 500 v roce 2018[64]

### Wrestling Observer Newsletter
- Největší zlepšení roku (2017)[65]

### WWE
- WWE Universal Championship (1 krát)
- WWE Intercontinental Championship (1 krát)
- WWE Raw Tag Team Championship (2krát) - s Nicholasem a Sethem Rollinsem[66][67]
- vítěz zápasu WWE Greatest Royal Rumble (2018)[68]
- André the Giant Memorial Battle Royal (2019)
- vítěz Money in the Bank (2018)[69]
- WWE Year-End Award (1krát)[70]
- Mužský zápasník roku (2018)